# Chill Wills
Chill Theodore Wills (Seagoville, Texas; 18 de julio de 1902 – Encino, California; 15 de diciembre de 1978) fue un actor cinematográfico y cantante estadounidense, miembro del grupo Avalon Boys Quartet.

## Biografía
Fue cantante ya desde su infancia, formando y liderando los Avalon Boys en la década de 1930. Tras actuar con ellos en unos pocos westerns, disolvió el grupo en 1938 y se dedicó a su carrera en solitario.
Perteneció a la nutrida tradición de actores de carácter que sólo una industria como la estadounidense podía mantener. Wills ofreció a lo largo de una filmografía de más de 300 títulos toda una galería de personajes secundarios cuyo común denominador era la sencillez y el sentido común.
Tal vez por ello nunca llegó a desempeñar primeros papeles, a diferencia de otros actores de carácter notorios como George Scott, Walter Matthau o Lee Marvin, finalmente convertidos en estrellas.
Uno de sus papeles más memorables fue el de la distintiva voz de la Mula Francis en una serie de filmes muy populares. La voz y el acento de Wills encajaban a la perfección con la personalidad de la cínica y sardónica mula. Como era costumbre en la época, Wills no aparecía en los títulos de crédito, aunque en el capítulo titulado Francis Joins the WACS interpretó al General Ben Kaye.
Wills también actuó en numerosos papeles serios, incluyendo el de tío Bawley en Gigante, film de 1956 protagonizado por Rock Hudson, Elizabeth Taylor y James Dean. Wills fue nominado al Óscar al mejor actor de reparto en 1960 por su papel como "Beekeeper" en el film El Álamo. Sin embargo, su agresiva campaña por el galardón se consideró de mal gusto por muchos, incluido el productor de la película, John Wayne, que públicamente se disculpó por Wills. El agente de Wills, W.S. "Bow-Wow" Wojciechowicz, aceptó su culpa, y explicó que el actor no sabía nada de ello. Wills fue derrotado finalmente por Peter Ustinov, que ganó el premio por su papel en Espartaco.
En 1966 Wills fue escogido para interpretar a Jim Ed Love en la serie de la ABC The Rounders, junto a Ron Hayes, Patrick Wayne y Walker Edmiston.
Wills fue maestro de ceremonias en la campaña presidencial de 1968 llevada a cabo por George Wallace, anterior gobernador de Alabama. Él y Walter Brennan, intérprete de The Real McCoys, The Tycoon, y The Guns of Will Sonnett, fueron unas de las pocas celebridades de Hollywood que apoyaron la campaña de Wallace contra Hubert H. Humphrey y Richard Nixon.
El último papel de Wills llegó en 1978, en la producción Stubby Pringle's Christmas.
Chill Wills falleció en Encino, California, en 1978, a causa de un cáncer. Fue enterrado en el Cementerio Grand View Memorial Park de Glendale (California).

## Filmografía parcial
| - It's a Gift (1934) - Bar 20 Rides Again (1935) - Way Out West (1937) como él mismo - Allegheny Uprising (1939) como John M'Cammon - Boom Town (Fruto dorado, 1940) - The Westerner (El forastero) (1940) - Tugboat Annie Sails Again (1940) - Western Union (Espíritu de conquista) (1941) como Homer Kettle - The Bad Man (1941) - Belle Starr (1941) - Honky Tonk (Quiero a este hombre) (1941) - The Bugle Sounds (1942) - Tarzan's New York Adventure (1942) - Stand by for Action (1942) - A Stranger in Town (1943) - Best Foot Forward (1943) - Barbary Coast Gent (1944) - Meet Me in St. Louis (1944) - Sunday Dinner for a Soldier (Eran cinco soldados) (1944) - I'll Be Seeing You (Te volveré a ver) (1944) - Que el cielo la juzgue (1945) - The Harvey Girls (1946) - El despertar (1946) - The Saxon Charm (Sed de dominio) (1948) - Tulsa (1949) como Pinky Jimpson | - Family Honeymoon (Luna sin miel) (1949) - Francis (1950) (voz) - Río Grande (1950) como Dr. Wilkins - Francis Goes to the Races (1951) (voz) - Francis Goes to West Point (1952) (voz) - Francis Covers the Big Town (1953) (voz) - City That Never Sleeps (La ciudad que nunca duerme) (1953) - The Man From the Alamo (El desertor de El Álamo) (1953) - Francis Joins the WACS (1954) como General Benjamin Kaye y voz de Francis - Francis in the Navy (1955) (voz) - Gigante (1956) como Tío Bawley - Gun Glory (1957) - El Álamo (1960) Beekeeper - Where the Boys Are (1960) - Gold of the Seven Saints (1961) - The Deadly Companions (1961) - McLintock! (1963) como Drago - The Wheeler Dealers (Camas separadas) (1963) como Jay Ray - The Rounders (Los desbravadores) (1965) - The Over-the-Hill Gang (1969) como George Agnew - Big Daddy (1969) - The Over-the-Hill Gang Rides Again (1970) como George Agnew - Pat Garrett y Billy The Kid (1973) como Lemuel - Mr. Billion (1977) - Poco Little Dog Lost (1977) |

## Premios y distinciones
Premios Óscar
| Año  | Categoría              | Película | Resultado |
| ---- | ---------------------- | -------- | --------- |
| 1961 | Mejor Actor de Reparto | El Álamo | Nominado  |